# Куяновская Гарь
Куяновская Гарь — деревня в Тегульдетском районе Томской области России. Входит в состав Тегульдетского сельского поселения. Население 32 чел. (2021) .

## География
Находится на востоке региона, граничащей с Красноярским краем.
Климат
Находится на территории, приравненной к районам Крайнего Севера.

## История
В соответствии с Законом Томской области от 9 сентября 2004 года № 197-ОЗ деревня вошла в состав муниципального образования Тегульдетское сельское поселение.

## Население
| 2002 | 2010 | 2012 | 2013 | 2014 | 2015 | 2021 |
| ---- | ---- | ---- | ---- | ---- | ---- | ---- |
| 83   | ↘56  | ↘54  | ↘53  | ↘52  | ↘45  | ↘32  |

## Инфраструктура
Личное подсобное хозяйство.

## Транспорт
Дороги местного значения Куяновская Гарь — Центрополигон и Тегульдет — Белый Яр (69Н-79).